# Wollombi
Wollombi est un village australien situé dans la zone d'administration locale de Cessnock en Nouvelle-Galles du Sud, à 29 km au sud-est de Cessnock et à 128 km au nord de Sydney.
La population s'élevait à 264 habitants en 2006 et à 188 habitants en 2016.
Il relève de la circonscription de Hunter pour les élections à la Chambre des représentants.